# Michail Timofejevič Preobraženskij
Michail Timofejevič Preobraženskij (rusky Михаил Тимофеевич Преображенский, starorusky Михаилъ Тимофеевичъ Преображенскiй), 4. říjnajul./ 16. října 1854greg., město Bobalniky, Ponevěžský ujezd, Kovenská gubernie, Ruské impérium — 25. září 1930, Leningrad, SSSR) byl ruský architekt, restaurátor, pedagog, historik staroruské architektury, akademik architektury, profesor a řádný člen Carské akademie umění
, člen Carské pravoslavné palestinské společnosti
Byl autorem mnoha pravoslavných chrámů v Rusku i zahraničí, např. v Petrohradu, Moskvě, Florencii, Nice, Sofii, Buenos Aires, Reveli (Tallinn), Nikšići, Bukurešti aj.

## Život
Michail Timofejevič Preobraženskij se narodil 4. říjnajul./ 16. října 1854greg. ve městě Bobalniky (dnešní Vabalninkas),  Ponevěžského ujezdu, Kovenská gubernie, tehdy součásti Ruského impéria v rodině učitele venkovské farní školy.
V letech 1870 až 1874 studoval na oddělení architektury na Moskevské akademii umění a architektury z akademického architekta K. M. Bykovského
. Po absolvování v roce 1874 přešel do třídy sádrových skulptur.